# Acantharctia metaleuca
Acantharctia metaleuca är en fjärilsart som beskrevs av George Francis Hampson 1901. Acantharctia metaleuca ingår i släktet Acantharctia och familjen björnspinnare. Inga underarter finns listade i Catalogue of Life.